# Sant’Andréa-di-Cotone
Sant’Andréa-di-Cotone település Franciaországban, Haute-Corse megyében. Lakosainak száma 197 fő (2022. január 1.). Sant’Andréa-di-Cotone Cervione, Chiatra, Ortale, Pietra-di-Verde, San-Giuliano, Santa-Reparata-di-Moriani és Valle-d’Alesani községekkel határos.

## Népesség
A település népessége az elmúlt években az alábbi módon változott:
| Lakosok száma | 209  | 127  | 182  | 215  | 244  | 258  | 229  | 210  | 206  | 197  |
|               | 1968 | 1982 | 1990 | 2006 | 2013 | 2015 | 2017 | 2019 | 2020 | 2022 |